# Frullania fengyangshanensis
Frullania fengyangshanensis là một loài Rêu trong họ Jubulaceae. Loài này được R.L. Zhu & M. L. So mô tả khoa học đầu tiên năm 1997.